# Упорный (хутор)
Упо́рный — хутор в Павловском районе Краснодарского края. Административный центр Упорненского сельского поселения.
Игнат Лопата (сын первого павловского переселенца Косьмы Игнатовича Лопата) и Роман Карпович Гурбич вместе с другими казаками Степаненко, Гальчун, Малушка, Ляшенко в начале 60-х годов XIX-го столетия переселились из станицы Павловская на Попову речку и основали там хутор – ныне хутор Упорный.

## Население
| 2002 | 2010  |
| ---- | ----- |
| 1059 | ↘1046 |

Национальный состав
По данным переписи 1926 года по Северо-Кавказскому краю, в населённом пункте числилось 245 хозяйств и 1294 жителя (631 мужчина и 663 женщины), из которых украинцы — 9,42 % или 122 чел.

## Уличная сеть
- пер. Молодёжный,
- ул. Заречная,
- ул. Ленина.